# Grande Comore
Grande Comore o Ngazidja, Njazidja és una de les illes Comores. davant de la costa d'Àfrica. És l'illa més gran de la nació de les Comores. La major part de la seva població és de l'ètnia comoriana. La seva població el 2006 és d'uns 316.600 habitants. La capital de l'illa és Moroni, que també és la capital nacional. L'illa està formada per dos volcans en escut, sent el mont Karthala el punt més alt del país a 2.361 m sobre el nivell del mar. Segons la revisió de 2009 de la constitució de 2002, està governada per un governador electe, igual que les altres illes, amb un govern federal de poder reduït.
Durant molt segles, Grande Comore va estar dividida en més d'una dotzena de soldanats, incloent Bambao, Itsandra, Mitsamihuli, Bajini, Hambu, Washili, Hamahame, Mbude, Hamvu i LaDombe. Los soldans eren coneguts com a falmes.
En 1886 el governant de Bambao, Saidi Ali ibn Saidi Omar, unificà els soldanats de Grande Comore en l'estat de Ngazidja, mantenint l'autonomia dels altres soldanats. Aquell mateix any, França establí un protectorat sobre l'illa i en 1893 Saidi Ali fou enviat a l'exili.
En 1911 França annexà l'illa i l'exèrcit va ser abolit. En 1975 Grande Comore es federà amb Anjouan i Mohéli per a formar la nació de les Comores. En 1997 les Comores es disgregaren degut a la secessió d'Anjouan i Mohéli. Grande Comore es convertí en l'única illa sota control federal. El 2002, tanmateix, Grande Comore fou reunificada amb les altres illes sota la nova constitució.